# NGC 5242
NGC 5242 is een niet-bestaand object in het sterrenbeeld Maagd. Het hemelobject werd op 10 april 1828 ontdekt door de Britse astronoom John Herschel.